# This canus
This canus är en tvåvingeart som beskrevs av Mcalpine 1991. This canus ingår i släktet This och familjen tångflugor. Inga underarter finns listade i Catalogue of Life.